# Casalvecchio Siculo

Localització de Casalvecchio Siculo

Casalvecchio Siculo (sicilià Casalvecchiu Sìculu) és un municipi italià, dins de la ciutat metropolitana de Messina. L'any 2006 tenia 1.026 habitants. Limita amb els municipis d'Antillo, Castroreale, Forza d'Agrò, Furci Siculo, Limina, Sant'Alessio Siculo, Santa Lucia del Mela, Santa Teresa di Riva i Savoca.

## Administració
| Període | Identitat      | Partit        |
| ------- | -------------- | ------------- |
| 2008-   | Onofrio Rigano | Llista cívica |

## Galeria d'imatges

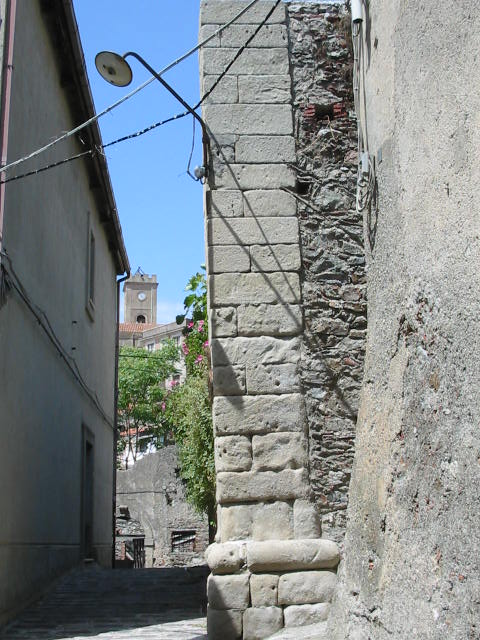
Darrere del palau
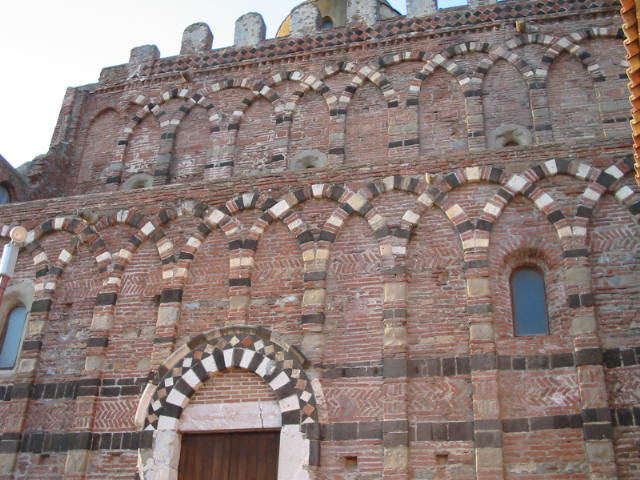
Església San Pietro i San Paolo
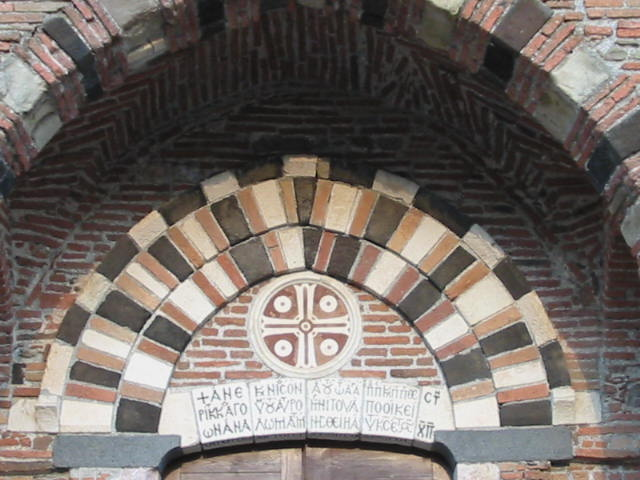
Església San Pietro i San Paolo
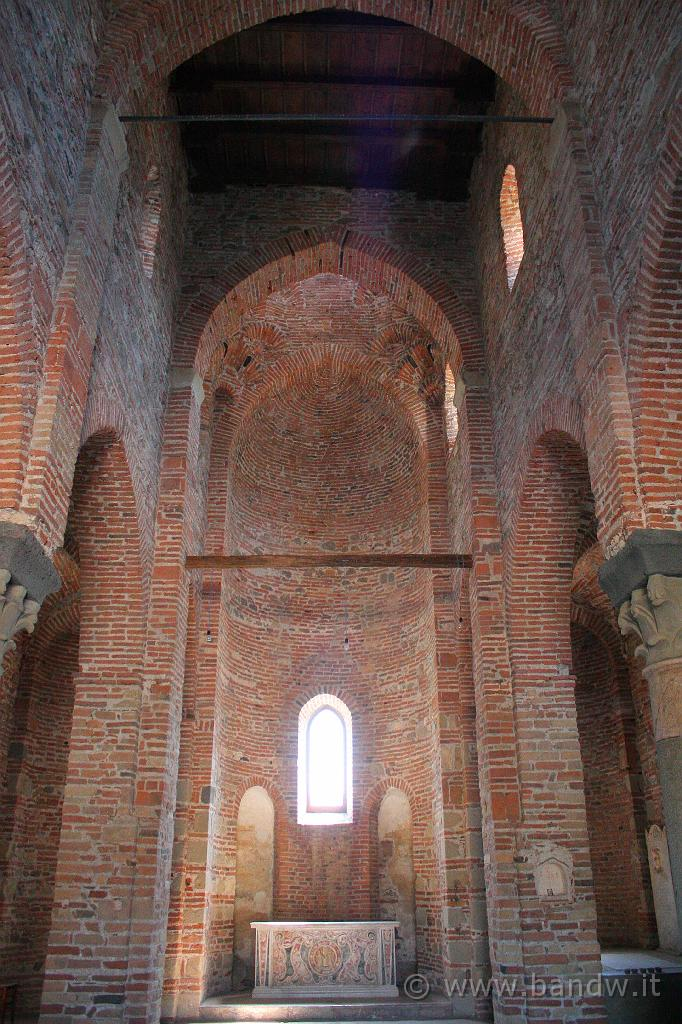
Església de San Pietro i San Paolo